# ガンダムエボリューション
『ガンダムエボリューション』（Gundam Evolution）は、ガンダムシリーズを題材にしたファーストパーソン・シューティングゲーム（FPS）。略称は『ガンエボ』。基本プレイ無料（一部有料コンテンツあり）。キャッチコピーは「目覚めよ、　限界操縦――」。
対応プラットフォームはWindowsPC、PlayStation 5、PlayStation 4、Xbox Series X/S、Xbox One。サーバーはPC、PS、Xboxで分けられ、クロスプレイは対応しない。
2022年9月22日よりPC版サービス開始、なお日本におけるPCプレイはバンダイナムコ独自のPCゲームクライアントソフト「バンダイナムコLauncher」を通してとなる。（海外では「Steam」のクライアントソフトを使用）
家庭用ゲーム機版は12月1日よりサービス開始。1シーズンは約2か月。
サービス開始前にチームシュータージャンルの『オーバーウォッチ』（OW）と、「ガンダム」を合わせた「ガンダムOW」がTwitterでトレンド入りした。
2023年11月30日をもってサービスを終了した。

## システム

### 基本アクション
メインアクション
すべての機体が持つ基本的な攻撃能力。射撃攻撃と格闘攻撃の2種類の属性が存在する。
射撃攻撃
画面中央のレティクルの方向へ射撃を行う。自分と対象との距離が開くほど威力と精度が減衰する。基本的に相手に近づかずに攻撃出来る利点があるが、シールドやバリア、特定の効果では防がれてしまう欠点もある。機体によって最も効果的にダメージを与えられる有効射程距離が異なり、近、中、遠距離の3種類が存在する。
格闘攻撃
レティクルに向けて手持ちの武器や肉弾戦による攻撃を行う。一部、遠距離まで有効な格闘攻撃も存在する。相手のシールドやバリアの耐久値を無視して、直接体力にダメージを与えられる利点があるが、攻撃範囲が狭い、隙が大きい、相手に接近しなければならない等の欠点も存在する。
サブアクション
ほぼすべての機体が持つ能力。メインアクションを補佐する物、メインアクションとは別の攻撃能力(射撃･格闘属性あり)など、機体によって種類が分かれる。ザクII［射撃装備］のみ、サブアクションを持たない。
ADS(覗き込み)
片手持ち、腰だめで構えているメインウェポンを両手で保持して構える。これにより、射撃の命中精度を安定させることができる。構えながらのブーストステップも可能。反面、構え中の移動速度、ブーストゲージの回復速度が非構え中の状態よりも遅くなる。また、基本的に地上でのみ構えることが可能で、ジャンプ中は強制的に構えを解く。例外的に空中でADS可能な機体は現時点ではジムスナイパーIIとマヒローのみ。
シールド
シールドを持つ一部の機体は、武器とシールドを同時に構え、正面からの銃撃によるダメージをシールドの耐久値に肩代わりさせる。ADSと違い射撃精度は変化しない。耐久値は非構え中一定時間で自動的に回復するが、構え中は回復しない。耐久値が無くなるとシールドが破壊され、耐久値が回復するまでの一定時間サブアクションを行えなくなる。シールド構え中は移動速度、ブーストゲージの回復速度が非構え中の状態よりも遅くなる。ジャンプ中、ブーストステップ中は動作が終わるまでシールドの構えを解く。
アクティブスキル
すべての機体ごとに1~3つまで保有するスキル。1スキルにつきボタン1つに割り振られており、1ボタンで即座に使用、使用後は一定のクールタイム後に再使用が可能となる。スキルの数、効果は機体ごとに異なる。
パッシブスキル
一部の機体が保有するスキル。特定の状況下でのみ自動で発揮される物や、常に発動している物などが存在する。
Gマニューバ
全機体が持つ大技で、画面中央下のGマニューバゲージが100%まで蓄積すると使用可能となる。Gマニューバゲージは時間経過で徐々に蓄積されるだけでなく、敵機(中破した物も含む)に攻撃を命中させることで増やすことができる。これにより、積極的に戦闘を行う程、Gマニューバゲージが溜まり易くなる。ゲージの上限値は機体ごとに異なる。なお、相手に中破/大破させられて再出撃する際、同機体でそのまま再出撃した場合は蓄積したゲージは減らないが、機体を変更した場合はGマニューバゲージの値は0にリセットされる。
インタラクト
主に中破した味方の蘇生や破壊兵器の設置/解除の際にボタン長押しで使用する。ボタンを離すと動作を中断する。動作中は無防備になるため、味方の支援が必要となる。ルール『デストラクション』の破壊兵器設置/解除中も同様だが、この間はノックバックの効果は受けない。
ブースト
すべての機体が持つ能力。機体の移動や回避能力に関わるアクション。全機体が持つブーストゲージを消費して行う。また、非ブースト中はゲージが自動で回復するが、空中ではブーストゲージは回復しない。
ブーストダッシュ
ブーストキーを押しながら移動キーを入力するとブースト移動となり、通常よりも素早く移動できる。ブーストゲージが尽きる、またはボタンを離すと移動を中断する。機体ごとに挙動や機動力に差異はあるが、ブーストの持続時間はブーストゲージの本数に関わらず全機体共通となっている。全ゲージを使いきった場合は、ゲージを残して中断した場合に比べて回復開始までに一瞬のタイムラグが発生する。
ブーストステップ
移動キーを押しながらブーストキーを入力すると、ブーストゲージを一本分消費し入力した方向へ瞬間的に高速移動を行う。即ち、ブーストゲージの本数が連続ステップ可能回数となる。ステップ移動の距離、速度、回数は機体ごとに異なる。戦闘中の高速移動や緊急回避に使用可能。ADS中も使用可能だが、シールドの場合は構えを解く。ブーストダッシュに比べ、使用後のブーストゲージの回復開始までに一瞬のタイムラグがあり、全ゲージを使い切った状態ではさらにタイムラグが長くなる。なお、ステップ中にボタンを離すことでステップを中断でき、その際は移動距離が短くなる代わりにゲージの消費を抑えることができる。
ホバリング
空中でジャンプキーを長押しすることで、ブーストゲージを消費して滞空することが出来る。ブーストダッシュと比較してゲージの消費速度が早い。滞空性能、ゲージの消費速度は機体ごとに異なる。
リペア/オートリペア
リペアは一部の機体が持つスキル。黄色の光を放つフィールドを発生させ、それに触れた機体に一定時間体力を回復する状態を付与する。持続時間は機体、スキル毎に異なる。このスキルを持つ機体はペイルライダー、ジム、常時発動型としてユニコーンガンダム、自身のみに適用する機体として∀ガンダムが存在する。
オートリペアは、本作に登場する全機体が持つ。攻撃動作(移動、ブーストは行っても構わない)を行わず一定時間が経過すると体力が自動で回復する。攻撃動作を続けるとオートリペアが開始されないため、非戦闘時で周囲に回復アイテムが無い状況の際は特に推奨される。
バリアー
一部の機体が持つスキル。自身を中心に半透明のバリアーを形成し、射撃、投擲物(射撃･格闘問わず)を防御する。シールドと比較して極めて高い耐久値を持ち、自身及び味方の攻撃は遮らずに通すという利点がある一方、短時間の制限時間付きであることと、あくまでバリアーで射線を遮っているだけであるために、バリアー内に侵入された場合の攻撃は防ぐことは出来ないという欠点も持つ。

### 特殊効果･状態異常
中破/大破
体力が0になる、場外に落下する等でダウンすると、リスポーンまでの約12秒間のうち、前半の約6秒は中破、後半の約6秒は大破状態となる。中破中に残骸を破壊されると即座に大破に移行する。
中破状態は機体の残骸がその場に残され、身動きが取れなくなる。この状態では周囲を見渡す、敵や設置物の指定、インタラクトキーで味方に救援要請を出すといった行動が行える。この状態で味方にインタラクトを受けることである程度の体力を回復した状態で戦線復帰することが出来る。中破中に一定のダメージ(敵味方問わず)を受ける、一定時間が経過することで大破状態に移行する。中破状態の機体に攻撃を命中させることでもGマニューバゲージが増加するうえ、相手の戦線復帰を防止できるという観点から、敵側の中破機体は積極的に破壊することが推奨される、
大破状態では自機の残骸が消滅、味方による修復を受けられなくなり、リスポーンまでの待機時間となる。一部の攻撃及び場外に落下する形でダウンすると中破を飛ばして強制的に大破状態となる。この間も引き続き視点移動と対象の指定が行える他、メイン／サブアクションキーで他の味方の視点映像に切り替えることが出来る。インタラクトキーで機体の選択画面に移行することも可能。一定時間が経過、もしくは機体選択後に自拠点から再出撃となる。
スタン
この効果を持つ攻撃、スキルが相手に命中すると、相手の動作を強制的に中断させ、一定時間身動きを封じることが出来る。Gマニューバや｢デストラクション｣の破壊兵器の設置／解除を強制的に中断させることも可能。一部の攻撃には、スタンの持続時間を延長する効果も存在する。スーパーアーマー状態の相手には効果が無い。
ノックバック
攻撃が命中した相手を弾き飛ばす。これにより、相手を無理やり場外に落下させる事も可能。弾き飛ばせる距離は機体、スキル毎に異なる。｢デストラクション｣の破壊兵器設置／解除中の相手には効果が発揮されない。
シールド/ガード不可
この攻撃が命中した相手がシールド持ちの機体であった場合、耐久値に関わらずシールドを瞬時に破壊し、一定時間無防備な状態にする。
スロウ
命中した相手の移動速度を一定時間遅くさせる。現時点でこのスキルを所持する機体はペイルライダー、スサノオのみ。
アーマー
黄色のゲージで示される追加の体力。永続的な物ではなく、付与された瞬間から一瞬後に急激に減少していく。
スーパーアーマー
機体が緑色に輝き、その間はダメージを軽減しスタン、ノックバック等の状態異常を受けなくなる。至近距離での咄嗟のカウンター等に有効。現時点でこのスキルを所持する機体は∀ガンダム、ジム、Gマニューバ中のドムトルーパー。

## ゲームルール
6対6のチーム戦で行う。マッチングした12名が｢アースノイド｣｢スペースノイド｣の2陣営に振り分けられ、自陣が青、敵陣が赤となる。現時点で種目は3種類存在し、それぞれの種目で勝利条件が異なる。そのため、敵の撃破数などはカウントこそされるがゲームの勝利条件ではない。
基本的にラウンド形式で進行するが、1ラウンド目の成績に応じて2ラウンド目のクリア上限が変化するため、先行側が良い成績を修める程、後攻側が不利になる傾向にある。

### デストラクション
攻撃、防御の2陣営に分かれ、攻撃側はステージ内2か所に設置された攻撃目標A,B(前半、後半合わせて計4か所)の攻防を行うルール。目標の破壊に成功すると1ポイント加算される。1ラウンド終了後に陣営を入れ替えた2ラウンド目を行い、最終的にポイントが多かった陣営が勝利となる。ポイントが互角だった場合は両陣営の「起爆までの残り時間」が評価対象となる。なお、破壊兵器の起爆時間は60秒だが、状況次第では起爆時間が短縮される。
例：1ラウンド目の攻撃側が1ポイント先取かつ2つ目の目標の残り時間が30秒まで進んだ場合、2ラウンド目の攻撃側は1ポイントを取ったうえで2つ目の目標に仕掛けた破壊兵器のカウントが30秒以上に達した場合に勝利となる。そのため、1ラウンド目の攻撃側のスコアを抑えるほど、2ラウンド目の攻撃側が有利になる。
攻撃側
- 攻撃側は攻撃目標に対し、ボタン長押しで「破壊兵器」を設置する。破壊兵器が起爆するまでには時間がかかるため、起爆までの間は防御陣営からの攻撃を退けなければならない。また、破壊兵器の設置者は設置以外の一切の動作が不可能になるため、味方は身を挺してでも設置者を守る必要がある。
- A,Bの両方を同時に攻撃することはできない。片方に破壊兵器を設置している間はもう片方の目標には干渉することができなくなる。前半エリアの目標破壊に成功すると、より相手側陣地に近い場所にスタート地点と中継地点が移動し、後半エリアの目標A,Bが解禁される。
- 通常のスタート地点(前半、後半に各1か所)に加え、攻撃目標に比較的近い場所にリスポーンに利用可能な中継地点(前半、後半に各1か所)も存在する。こちらは開始直後は利用不可能で、範囲内に一定時間留まり起動する必要がある。なお、防御陣営の敵が内部に留まると不活性化されるため、中継地点の攻防も重要な戦術となる。
- 試合の制限時間に達したとしても、その時点でまだ稼働中の破壊兵器があった場合、『EXTRA TIME』となり、破壊兵器の起爆か解除が行われるまで試合が続行する。起爆に成功した場合、前半戦であった場合は制限時間が延長されて後半戦へ、後半戦であった場合は試合終了となる。

防御側
- 防御側は敵の迎撃だけでなく、設置された破壊兵器の解除、敵中継地点の無効化が主な内容となる。
- 破壊兵器の解除中は、設置と同様に無防備な状態となるため、味方はこれをカバーする必要がある。また、破壊兵器の解除は設置よりも要する時間が長い。
- 防衛側には中継地点は存在せず、スタート地点(前半、後半に各1か所)のみ。その代わり、スタート地点は攻撃目標に比較的近い場所に設定されている。
- 試合の制限時間に達したとしても、その時点でまだ稼働中の破壊兵器があった場合、『EXTRA TIME』となり、破壊兵器の起爆か解除が行われるまで試合が続行する。起爆を許してしまった場合、相手側にポイント奪取を許し、逆転されてしまう危険性も高い。その為、最後まで徹底抗戦を維持しなければならない。

### ポイントキャプチャー
攻撃と防御の2陣営に分かれ、ステージ内に存在する防御側の陣地(ステージ前半と後半に1ヵ所ずつ)を巡って攻防するルール。画面上には陣地の占有度を示すゲージが存在し、攻撃側の機体が陣地に入るとゲージが徐々に増加していく。この時、攻撃側の機体の数が多ければ多いほどゲージの増加速度が上昇する。逆に、防御側の機体が1体でも陣地内に入るだけでエリアの争奪状態となり、ゲージの上昇がストップする。なお、ゲージは4分割されており、攻撃側が全員陣地内から出ると上昇していたゲージは分割された目盛の節目の位置まで徐々に減少する。
陣地を完全に奪いきると1ポイント入手となり、前半戦の場合は後半エリアが開放され、後半戦の場合は試合終了となる。2ラウンド目以降は、1ラウンド目の攻撃側の成績に応じて2ラウンド目のゲージ上限が減少する場合がある。
例：1ラウンド目の攻撃側が1ポイントも取れず、前半エリアの陣地のゲージを半分まで増やしていた場合、2ラウンド目の攻撃側は前半エリアのゲージを半分以上まで増やすだけで勝利となる。そのため、1ラウンド目の成績次第で2ラウンド目の難易度が変化する。
攻撃側
- スタート地点は前半、後半エリアの2ヵ所に存在する。
- 争奪中の陣地内に防御側の機体が1体でも存在するとゲージの上昇がストップする為、これを排除しなければならない。また、全員が陣地から出てしまうとゲージの上昇がストップするため、最低でも1体は陣地内にいなければならない。
- 試合の制限時間に達しても、ゲージの上昇中であれば『EXTRA TIME』となり、｢陣地を奪いきる｣か｢攻撃側が全員陣地内から排除される｣までは決着がつかなくなる。

防御側
- スタート地点は後半エリア奥の1ヵ所のみ。そのため、前半戦はエリアまでの道中が長く、不利となる。引き換えに、後半エリアの陣地はスタート地点のすぐ近くに配置される為、こちらは比較的有利となる。
- 攻撃側が陣地内にいる状態で、防御側が1体でも陣地内に入るとゲージ上昇をストップできる。陣地のゲージ上限量をいかに少なく抑えるかが防御側の勝利のカギとなるため、積極的に陣地内に居座りつつ、敵の排除を行う必要がある。
- 試合終了時間に達しても、攻撃側が陣地内に存在する場合は『EXTRA TIME』となる。攻撃側の機体が1体でも陣地内に入るだけでタイム継続となるため、速やかに全員を排除しなければならない。

### ドミネーション
このルールでは両陣営とも攻撃側となる。エリア内に存在するA,B,Cの3つの陣地を取り合うモード。画面上部には両陣営の占有率が表示されており、陣地を占有した陣営のスコアが上昇していく。制限時間に達するか占有率が100%に達すると試合終了となり、良い成績の陣営が1ポイント入手となる。最大3ラウンドマッチであり、2ポイント先取した陣営が勝利となる。
- 両陣営のスタート地点はステージ両端か対称地点に設置され、公平な状態で開始される。ラウンド移行ごとにスタート位置が入れ替えられる。
- 60秒間のみどれか1ヵ所の陣地が開放され、時間に達すると閉鎖、一定時間後に別の陣地が開放される。ただし、『EXTRA TIME』中はエリアの変更がされなくなる。
- 陣地は初期状態では無色。陣地内に機体が1体でも入ると円形のゲージが表示され、これが完全に染まりきると陣地の奪取に成功する。陣地の枠線が自陣が占有すると青、敵陣が占有すると赤に染まり、占有している陣営のスコアが上昇し続ける。
- ポイントキャプチャーとは違い、一度占有すると相手が陣地に侵入してもスコアは自動で上昇し続ける。ただし、陣地を奪う際に表示される円形のゲージは別で、相手の機体が1体でも陣地内に入ると円形のゲージがストップされるエリアの争奪状態となる。そのため、敵陣を奪うためには陣地内に敵機が1機も居ない状態で中に留まらなければならない。
- 制限時間に達するとその場で試合終了だが、両陣営が陣地内にいるエリアの争奪状態が発生している場合は『EXTRA TIME』となる。不利な側の陣営が1機でも陣地に入れば継続できる。この場合、有利な側がそのまま押しきって勝利するか、不利な側が有利な側の占有率を上回って逆転勝利するかのどちらかで試合終了となるため、最後まで積極的に陣地内に入る事が推奨される。

### ヘッドクォーターズ
シーズン4から新たに追加されたルール。中央のエリアを取り合う『エリア制圧フェイズ』、攻守に分かれ相手側陣地に存在するコアの破壊、防衛を行う『コア攻撃/防衛フェイズ』に分かれている。条件を満たす事で1ポイント加算され、先に5ポイント先守した陣営が勝者となる。

#### エリア制圧フェイズ
両陣営共に攻撃側で開始する。内容は簡易的なドミネーションの様な物で、ステージ中央に一つだけ存在する陣地を取り合う。陣地の争奪方法、『EXTRA TIME』の発生条件もドミネーションと同様。陣地を奪いきった陣営に1ポイントが加算され、『コア攻撃/防衛フェイズ』に移行する。

#### コア攻撃/防衛フェイズ
前フェイズの勝者陣営が攻撃側、敗者陣営が防御側となり、防御側の陣地に存在するコアの攻防戦を行う。
攻撃側
- フェイズ移行と共に、リスポーン地点がステージ中央の陣地付近に変更される。
- 防衛側のコアに攻撃を加え、耐久値を50%まで削ると1ポイント、全て削りきるともう1ポイント加算され、ラウンド終了となる。即ち、攻撃側は1ラウンド中に最大3ポイントまで入手する事が可能。
- 防御側のコアの耐久値を削りきる前に制限時間に達した場合『EXTRA TIME』が発生する。画面上部のゲージが急速に減少していき、全て無くなるとゲーム終了となる。この時、コアに攻撃を命中させるとゲージが僅かに増加する為、攻撃を続けている限り試合時間を延長させることができる。

防御側
- フェイズ移行後もリスポーン地点は変化しない。
- コアの耐久値を残したまま制限時間を迎えると『EXTRA TIME』が発生、それを耐え凌ぐと防衛成功となり、防御側に1ポイント加算される。即ち、防御側は1ラウンド中1ポイントしか入手することができない。
- コアの耐久値が50%まで減少すると、一定時間だけコアが無敵状態となり、防御側は戦況の建て直しを図るチャンスを与えられる。

## 登場機体
主に今作における機体の能力、性能を記載する。
ゲームの都合上、一部原作とは異なる仕様や使用しない能力、装備が存在する。
| 難易度：★★☆☆ | |
| レンジ：中距離 | |
| 体力：1000 | |
| ブーストゲージ：2本 | |
| 豊富な補助装備、回復能力が揃い、チュートリアルでの操作機体にも採用されているバランスの取れた機体。突出した火力の装備は無いものの、Gマニューバと併用することで瞬間的に火力を高めることができ、味方との連携次第で様々な状況に対応することができる。 | |
| 名前 | 能力 |
| ウェポン(メイン・サブ) | |
| ブルパップ・マシンガン(弾数24発) | 中距離まで有効なフルオート射撃を行える実弾系のウェポン。連射し続けると反動で照準がずれていくため、安定した射撃を行うにはリコイル制御を行う必要がある。                                                   |
| ADS(覗き込み) | マシンガンを構えてスコープを覗き込み、精密射撃を行う。通常の射撃よりも安定するが、ADS中は移動速度が低下する。                                                                                            |
| Gマニューバ | |
| HADES | 使用すると機体が赤く光り輝き、一定時間メインウェポンの性能と移動速度、リロード動作速度を大幅に上昇させる。使用中はレティクル(照準)左右に動作時間を示す赤いゲージが表示され、ゲージが無くなると終了する。 |
| アクティブスキル | |
| EMPグレネード(クールタイム10秒) | 放物線を描いて飛ぶグレネード。使用すると、着弾地点に数秒ほど敵にスロウ効果を付与するフィールドを形成する。後述のハンド・グレネードと比較して飛距離は短く、投擲してすぐに落下する。                       |
| ハンド・グレネード(クールタイム8秒) | 着弾地点に小規模な爆発を起こすグレネード。EMPグレネードと比較して飛距離は長い。 |
| リペアポッド(クールタイム16秒) | 地面に設置し、一定範囲内に黄色に光るフィールドを形成、自分を含む範囲内の味方の体力を回復させる。ポッド自体にも耐久値が設定されており、ポッドが破壊されると強制的にスキルが中断される。                   |

| 難易度：★★★☆ | |
| レンジ：中距離 | |
| 体力：1000 | |
| ブーストゲージ：2本 | |
| 近～中距離での立ち回りに有効なスキルを持ち、中距離からビーム・ライフルで援護しつつ、ハイパー・ハンマーやスーパー・ナパーム等で敵の陣形を瞬時に崩すことが可能。ただし、当機体のみシールドの仕様が異なり、攻撃と防御を両立することができない。 | |
| 名前 | 能力 |
| ウェポン(メイン・サブ) | |
| ビーム・ライフル(弾数8発) | 中距離まで有効なセミオート射撃を行えるビーム系のウェポン。光学兵器のためリコイル制御を行う必要はない。連射力は無く、弾道にはばらつきがあるため、精密射撃にはADSが推奨される。 |
| ADS(覗き込み) | ライフルを構えてスコープを覗き込み、精密射撃を行う。通常の射撃よりも安定するが、ADS中は移動速度が低下する。 |
| Gマニューバ | |
| スーパー・ナパーム | 投擲すると放物線を描きながら飛び、数秒後に広範囲に絶大な威力の爆発を起こす。味方は爆発に巻き込まれることは無いが、自身はダメージを受ける。爆発までの間、有効加害範囲がオレンジ色の光で示される。ただし、爆発前にナパーム弾自体を破壊すれば爆発を阻止することは可能。また、投げたナパームをビーム･ライフルで撃ち抜いて起爆するという演出の為、起爆前にガンダムが撃破されるとそのまま失敗する。 |
| アクティブスキル | |
| ガンダム・シールド(クールタイム10秒) | 耐久値400。正面にシールドを構え、敵の攻撃を防ぐ。他のシールド持ち機体とは違い、シールドを構えながらの攻撃は不可能(攻撃動作に移るとシールドの構えを解く)。移動およびステップは可能であるため、咄嗟の撤退やシールドを構えながらの陣中突破などに活用できる。 |
| ハイパー・ハンマー(クールタイム11秒) | トゲ付きのハンマーを正面に投げる。壁や天井に当たると発生する衝撃波にも判定がある。命中した敵にはダメージ、ノックバック効果を与える。特に、敵に直撃させた場合はさらにスタン、ガード不可効果を与えるため、シールド持ちの敵を瞬時に無力化することが可能。 |

| 難易度：★★★★ | |
| レンジ：近距離 | |
| 体力：800 | |
| ブーストゲージ：3本 | |
| 基礎体力は低く撃たれ弱いものの、豊富なブーストゲージから繰り出されるステップ移動が長く、素速いため、これを駆使した立ち回りで翻弄する。いざという時にはスモーク・ディスチャージャーを用いて離脱することもでき、味方と連携しつつ攻撃と撤退を繰り返すことが可能。主に敵地への突撃や攪乱、味方との連携の上でGマニューバを用いた切り込み役など、様々な戦闘が行える。 | |
| 名前 | 能力 |
| ウェポン(メイン・サブ) | |
| ザク・マシンガン(弾数30発) | 両手で構える実弾系のウェポン。ADSは無く、常に腰だめ撃ちとなるため弾道にばらつきがあり、安定して命中させるためには接近する必要がある。 |
| なし | なし |
| Gマニューバ | |
| ヒート・ホークスラッシュ | 正面に突撃し、手斧型の武器「ヒート・ホーク」を用いて一閃する。範囲内の敵全員にダメージとスタン効果を与える。ダッシュ距離は比較的短く、技後にザク・マシンガンやクラッカーを用いた追い打ち、もしくはスモーク・ディスチャージャーを用いた撤退に繋げることが推奨される。 |
| アクティブスキル | |
| スモーク・ディスチャージャー(クールタイム13秒) | 左手にスモーク・ディスチャージャーを握りしめ、自身と周囲をスモークで包み込む。この約2秒間は完全無敵状態となり、撤退時や強力な攻撃を回避する際に活用することが可能。ただし、動作中は攻撃を行うことはできない。一瞬だけとはいえ無敵になれる特性を活かし、ポイントキャプチャー等の一部ルールで敵陣に強引に居座るといった荒業も可能。シーズン3のアップデートにより、使用時にブーストゲージが1本回復する効果が追加された。 |
| クラッカー(クールタイム7秒) | レティクルの方向に小規模な爆発を起こすグレネードを投擲する。 |

| 難易度：★★★★ | |
| レンジ：近距離 | |
| 体力：1100 | |
| ブーストゲージ：3本 | |
| 遠距離攻撃を持たない、接近戦に特化した機体。動作は大振りで隙が大きいものの、引き換えに一撃当たりの威力が大きい。豊富なブーストゲージと機動力を補佐するアクティブスキルを多くもつが、それらを使い切った状態では無防備な状態となってしまうため、慎重な立ち回りが要求される。 | |
| 名前 | 能力 |
| ウェポン(メイン・サブ) | |
| メイス（薙ぎ払い） | 両手で構えるトゲ付きの槍状のウェポン。大振りながら、威力の大きい攻撃を繰り出し、範囲内の敵にダメージとノックバックを与える。連続入力が可能。 |
| メイス（叩きつけ）(クールタイム5秒) | ボタン長押しで構え、離すと正面に叩きつけ攻撃を繰り出す。攻撃範囲は非常に狭いが、命中した敵にダメージとスタン効果を与える。シールド持ちの敵を瞬時に無効化することが可能。                                                                                       |
| Gマニューバ | |
| 阿頼耶識システム | 使用すると三人称視点となり、その場で待機状態となる。方向を合わせ、ボタン入力した方向に3回まで高速移動からの薙ぎ払いを繰り出す。一撃ごとに方向を変えることが可能で、命中した範囲内の敵にダメージを与える。この攻撃で敵を倒すと、一気に大破状態となる。          |
| アクティブスキル | |
| ブーストジャンプ(クールタイム6秒) | 前方に大きく山なりに跳躍する。これにより、一瞬で高所に飛び乗ったり、敵陣深くへの突撃または撤退を行うことができる。また、基本的に連続使用はできないが、クールタイム中に敵のキル（キルアシスト含む）に成功すると即座にクールタイムがリセットされる。             |
| 太刀(クールタイム7秒) | 正面頭上に飛び上がり、急降下して突き刺し攻撃を行う。着地時の攻撃範囲はオレンジ色の光で示され、範囲内の敵にダメージとスタン効果を与える。シールド持ちの敵を瞬時に無効化できる。ブーストジャンプと組み合わせることで、高高度の死角から瞬時に繰り出すことも可能。 |

| 難易度：★★★☆ | |
| レンジ：近距離 | |
| 体力：1400 | |
| ブーストゲージ：1本 | |
| 登場機体随一の豊富な体力を持ち、シールドや索敵能力を併せて前線での攻めに特化したタンク系機体。ただし、機体が大柄であるため、当たり判定そのものは大きく、移動速度も遅い。 | |
| 名前 | 能力 |
| ウェポン(メイン・サブ) | |
| ビーム・ショット・ライフル(弾数7発) | 右手に携える、散弾状に拡散するビーム系ウェポン。光学兵器のため、リコイル制御の必要はない。至近距離で命中させると絶大な威力を発揮する。 |
| シールド | 耐久値1400。ボタン入力で正面にシールドを構える。構えている最中でもライフルによる射撃は可能。収納中はシールドの耐久値が回復する。構え中は移動速度が低下し、ステップやブースト移動時は構えを解く。                                                             |
| Gマニューバ | |
| ファンネル | 前方に6機の浮遊砲台「ファンネル」を展開させ、一定時間範囲内の敵を自動で攻撃させる。発動直後のファンネル展開時のみ三人称視点になり、その間は無防備な状態となる。                                                                                              |
| アクティブスキル | |
| ホーミングブースト(クールタイム6秒) | サザビーの視界内の味方、もしくは投擲したビーム・トマホークをロックオンし、対象に向かってブースト移動する。機動力の低さを補うスキルで、ロックオン対象位置次第では三次元方向への移動も可能。また、移動中に接触した敵に対しダメージとノックバックを与える。     |
| ビーム・トマホーク(クールタイム7秒) | 正面にビーム・トマホークを投擲する。投げた後は敵や障害物にしばらく刺さったままとなり、ホーミングブーストの対象として利用できる。敵に命中させるとダメージとスタン効果を与え、シールド持ちの敵を瞬時に無効化できる。                                           |
| 索敵(クールタイム14秒) | サザビーの視界にカーソルが出現し、範囲内の敵をマーキング、一定時間赤い輪郭線で強調する。検知した敵は味方全員に共有され、その際に敵側も検知された通知を受ける。一度マーキングされた敵は壁越しにも視認可能。スキル使用時に視界に入らなかった敵は対象外となる。 |

| 難易度：★★★☆ | |
| レンジ：中距離 | |
| 体力：800 | |
| ブーストゲージ：2本 | |
| MA(モビルアーマー)形態に変形可能な可変機体。味方の支援に特化したスキルを持ち、MA形態の機動力で飛び回りつつ、前線や自陣の味方に随伴しサポートする立ち回りに特化している。また、ホバリング移動中は高度がほとんど低下せず、一定の高度を保ちつつ滞空することも可能。 | |
| 名前 | 能力 |
| ウェポン(メイン・サブ) | |
| アーム・ビーム・ガン(弾数14発) | 両手に装備された拳銃型のビーム・ガンを左右交互に連射する。光学兵器のため、リコイル制御の必要はない。 |
| リペアケーブル | 離れた位置の味方にケーブルを接続し、体力を回復させる。対象が中破している場合はそのままリカバリーを行う。 |
| Gマニューバ | |
| エネルギーケーブル | 味方にケーブルを接続し、一定時間攻撃力と防御力を強化する。強化された味方は機体が青く輝く。強化後はケーブルを接続し続ける必要はないが、接続中はリペアケーブルの効果も同時に発揮される。 |
| アクティブスキル | |
| 変形(クールタイム9秒) | MA形態に変形し、2秒間のみ自在に空中を飛び回ることができる。時間経過か、任意のタイミングで変形を解除可能。解除後にそのままホバリングに移行することも可能。変形中もビーム攻撃が可能。 |
| ツインショット(クールタイム7秒) | 正面に両手からビーム攻撃を行う。着弾地点に小規模な爆発を起こし、複数の敵を巻き込むことも可能。 |
| ガンターレット(クールタイム9秒) | 地面に範囲内の敵を自動で迎撃する砲台を設置する。ガンターレット自体に個別の耐久値が設定されている。メタスが撃破されてもその場に残り続けるため、拠点防衛や砲撃支援に活用できる。威力自体は低いものの、ターレットによる攻撃でもGマニューバゲージが蓄積する効果がある。設置可能数は1台のみで、新たに設置すると古い方のターレットは消滅する。 |

| 難易度：★★★☆ | |
| レンジ：遠距離 | |
| 体力：900 | |
| ブーストゲージ：2本 | |
| 狙撃能力、サポートによる後方支援に特化した機体。離れた場所から狙撃しつつ味方を支援し、Gマニューバ使用時には味方との連携で、強化された滞空能力を活かしつつ攻めに転じることもできる。接近戦に有効なスキルが少なく、良くも悪くも味方との連携に重きを置いた仕様といえる。シーズン5のアップデートにより、体力とブーストゲージの増加、ホバリングの滞空時間が延長され、空中でのADS(覗き込み)が標準化された。ホバリングの性能もアッシマー、メタス等と同様、高度が殆ど下がらない物に変更された。 | |
| 名前 | 能力 |
| ウェポン(メイン・サブ) | |
| スナイパー・ライフル(弾数6発) | セミオート射撃の遠距離からの狙撃に特化したライフル。通常時は腰撃ちだが、この状態ではまともに正面に向かって飛ばず、大きく弾道がばらつくため、ADSによる射撃が必須となる。 |
| ADS(覗き込み) | スコープを覗き込み、精密射撃を行う。頭部にクリティカルヒットさせるだけで一撃で敵を中破させるほどの威力を持つ。空中でも覗き込むことが可能。 |
| Gマニューバ | |
| センサー・バイザー | サザビー同様に一定範囲内の索敵を行い、敵を強調表示する。検知した敵は味方全員に共有されるほか、敵側も通知を受ける。こちらは範囲が極めて広く、範囲内の壁越しの敵も全て探知する。また、使用中はブーストゲージの消費量が大幅に減少するという特性がある。これにより、味方の突撃に合わせ、空中に滞空した状態からの狙撃を行うなどといった芸当も可能。使用中はレティクル両側に制限時間を示す青いゲージが現れ、ゲージが無くなると効果が終了する。シーズン5のアップデートにより、効果中のブーストゲージ減少量が更に少なくなり、滞空時間が大幅に延長された。 |
| アクティブスキル | |
| ジャンプ・ブースター(クールタイム6秒) | 地面に設置し、上に乗った機体を真上に高く打ち上げる。敵味方問わずに使用可能。設置限界数は1個のみで、別の場所に設置すると古いジャンプ・ブースターは消滅する。 |
| バルカン・ポッド(クールタイム10秒) | 頭部右側面のバルカンで前方に一定時間射撃を行う。当機体の装備で唯一近距離戦でも有効なスキル。腰撃ち、ADS中問わず使用可能。狙撃中の追い打ちや、敵に肉薄された際の迎撃手段となる。 |
| リカバリーガン(クールタイム20秒) | 中破した味方機体をロックオンして使用し、数秒後に味方をリカバリーさせる。ロックオンの有効距離は極めて広く、追尾性も高い。通常のリカバリーと違い、ボタンを長押しする必要はない。 |

| 難易度：★★★☆ | |
| レンジ：中距離 | |
| 体力：900 | |
| ブーストゲージ：2本 | |
| 円盤状のMA(モビルアーマー)形態に変形可能な可変機体。味方の支援に特化したメタスと比較して、こちらは攻撃に特化したスキルを持ち、MA形態の機動力で前線への奇襲や撤退を繰り返す立ち回りに特化している。また、メタス同様ホバリング移動中は高度がほとんど低下せず、一定の高度を保ちつつ滞空することも可能。シーズン3のアップデートにより、体力が1000から900に引き下げられた。 | |
| 名前 | 能力 |
| ウェポン(メイン・サブ) | |
| 大型ビーム・ライフル(弾数27発) | 3点バースト式の中距離で有効なビーム・ライフル。光学兵器のため、リコイル制御の必要はない。 |
| チャージショット(クールタイム7秒) | ライフルを両手で構え、前方に強力なビームを3連射する。シーズン3にてクールタイムが短縮された。 |
| Gマニューバ | |
| パンチ | 前方に突撃しながらパンチを繰り返す。移動距離はザクIIのヒート・ホークスラッシュと同程度だが、範囲内の敵にダメージとノックバックを与え、正面の敵にはスタン効果を与えたうえでシールドを無力化する。また、突撃中は正面からの銃撃を防御する。 |
| アクティブスキル | |
| 変形(クールタイム7秒) | MA形態に変形し、3秒間のみ自在に空中を飛び回ることができる。時間経過か、任意のタイミングで変形を解除可能。解除後にそのままホバリングに移行することも可能。飛行中もメイン・サブウェポンを使用可能。                                        |
| ナパーム弾(クールタイム12秒) | 正面に投擲し、広範囲に爆発を発生させる。爆風は数秒ほど残留するため、相手の足止めにも有効だが自身もダメージを受ける。 |

| 難易度：★☆☆☆ | |
| レンジ：中距離 | |
| 体力：1100 | |
| ブーストゲージ：1本 | |
| Gマニューバによる突撃、設置物による拠点防衛、味方への強化など幅広いスキルを持つ。大柄な体格ながら地上移動は滑るようなホバー移動となっており、独特な慣性が働く。アップデートにより、体力が1200から1100に下方修正された。 | |
| 名前 | 能力 |
| ウェポン(メイン・サブ) | |
| ギガランチャーDR1マルチプレックス（実弾）(弾数8発) | ランチャーから、直進し着弾すると爆発を起こす榴弾を発射する。飛翔速度はやや遅く、自身は爆風でダメージを受ける。 |
| ギガランチャーDR1マルチプレックス（ビーム）(クールタイム8秒) | 一定時間、砲身に併設されたビームを照射する。こちらは発射してすぐに着弾する。実弾の爆風に巻き込まれるほどの近距離に肉薄された際や、敵への追い打ち、精密射撃などに有効。 |
| Gマニューバ | |
| スクリーミングニンバス | 三人称視点となり、一定時間前方に向けてスーパーアーマー状態で突進し続ける。突進中は正面の敵の銃撃を防ぎ続け、方向転換も可能。命中した敵にはダメージ、ノックバック、シールド不可の効果を与え、発動時に周囲の味方にはアーマー(HP300)を付与する。付与した分のアーマーは時間経過とともに減少していく。さらに、通過した後には赤い靄状の光が発生し、触れた味方に移動速度上昇の効果を付与する。攻撃と支援を同時に行うことのできるスキル。 |
| アクティブスキル | |
| 感知式吸着地雷(クールタイム5秒) | 地面や壁に設置し、付近を通過した機体にダメージを与える。最大で3個まで設置可能。設置数を超えると古い方から順に消滅する。 |
| アーマーガン(クールタイム13秒) | ロックオンした味方にアーマー(HP500)を付与する。付与したアーマーは時間経過で減少していく。 |

| 難易度：★★☆☆ | |
| レンジ：中距離 | |
| 体力：1100 | |
| ブーストゲージ：2本 | |
| 基本的に近～中距離での立ち回りに特化しており、巴投げによる接近する敵の迎撃や、ナノスキンによる自己回復効果により、継戦能力が高い。Gマニューバを使用した突撃により、ガンダムとは違った形で敵陣を崩すことも可能。 | |
| 名前 | 能力 |
| ウェポン(メイン・サブ) | |
| ビーム・ライフル(弾数12発) | セミオート射撃可能なビームウェポン。光学兵器のため、リコイル制御の必要はない。ADS中はチャージショットとなる。 |
| ADS(覗き込み) | ライフルを構え、精密射撃を行う。構え中はビームがチャージされ、最大チャージの状態ではビームが敵を貫通するようになる。ただし、チャージショットを行うと通常よりも弾数を多く消費する。 |
| Gマニューバ | |
| 月光蝶 | 三人称視点となり、一定時間空中を自在に飛び回りながらナノマシンを散布し、範囲内の敵に断続的にダメージを与え続ける。有効範囲内であれば建物の屋根を貫通してダメージを与えられる為、移動や奇襲、陣中突破等に活用できる。ただし、移動中に敵に迎撃、撃墜される危険もあり、スタン効果のある攻撃を受けると強制的に中断されてしまう。 |
| アクティブスキル | |
| ナノスキン(クールタイム20秒) | 一定時間自身の体力を回復する。効果が切れるのは時間経過のみで、敵の攻撃でスキルがキャンセルされることはない。スキルの応用でデストラクションの破壊兵器設置/解除時に自身の耐久力を水増しする、ポイントキャプチャー等で敵陣に強引に居座るなどの荒業も可能。                                                                      |
| 巴投げ(クールタイム13秒) | 緑色に発光し、数歩前進する。この前進中に敵機体と接触した場合、掴んだ敵を巴投げで投げ飛ばし、スタン効果を与える。発光中はスーパーアーマー状態で、敵のダメージを軽減する効果がある。シールドを構えた敵も投げ飛ばすことができる。                                                                                               |

| 難易度：★☆☆☆ | |
| レンジ：中距離 | |
| 体力：1200 | |
| ブーストゲージ：2本 | |
| 攻撃から防衛まで幅広く活躍できる砲撃支援に特化した機体。メイン攻撃はこの機体独自の仕様となっており、どの攻撃でも相手にクリティカルヒットを与えることができないという特徴を持つ。 | |
| 名前 | 能力 |
| ウェポン(メイン・サブ) | |
| ボップ・ミサイル | ボタンを押している間、フルオートで両手から発射し続ける。弾数無限のうえ、レティクル範囲内の敵全員に命中するという特性を持つが、撃ち続けるとレティクル両脇のゲージ及び両手の砲身が赤く染まっていき、最大に達するとオーバーヒートを起こし一時的に射撃できなくなるという欠点を持つ。そのため、適度に射撃を止めて砲身を冷却する必要がある。また、拡散している分1発当たりの威力は低い。 |
| ボップ・ミサイル(火力集中モード) | 両手を前に伸ばし、レティクルの形状を変化させた状態。レティクル内に収まった1体の敵に対して射撃を集中させる。射程がやや長くなり、ダメージ量もやや増加する。こちらも、撃ち続けるとオーバーヒートを起こす。 |
| Gマニューバ | |
| コア・ファイター射出 | 胴体からコア・ファイター(HP400)を射出、三人称視点となり、一定時間空中を自在に飛び回ることができる。任意のタイミングでバースト(自爆)することで大爆発を起こし、範囲内の敵に絶大なダメージを与える。非常に強力である反面、コア・ファイターにも耐久値が設定されているうえ、ガンタンク本体が無防備な状態で放置される危険がある。コア・ファイター撃墜の場合はGマニューバが強制終了するもののガンタンクは健在だが、ガンタンク側を破壊されるとGマニューバは継続するものの終了後はそのまま大破となる。 |
| アクティブスキル | |
| 突進(クールタイム8秒) | 一定時間前方に突進を行う。突進中は前方からの射撃を防御し、接触した敵にダメージとノックバックを与える。また、ボタン入力で突進を中断して正面にタックルを繰り出し、ダメージとノックバックを与える。突進とタックルはそれぞれ別の攻撃として扱われる。 |
| キャノン砲(クールタイム9秒) | 背中のキャノン砲を前方に発射し、着弾時に爆発を起こす弾を発射する。 |
| パッシブスキル | |
| 高速リカバリー(クールタイム12秒) | ガンタンクのみ保有するスキル。他の機体よりも早く味方をリカバリーできる。ただし、一定のクールタイムを挟まずに連続でリカバリーを実行すると、リカバリー速度が通常よりも遅くなるという欠点がある。 |

| 難易度：★★☆☆ | |
| レンジ：近距離 | |
| 体力：800 | |
| ブーストゲージ：1本 | |
| 同じく低い基礎体力をもつ量産機であるザクIIが機動力で補うのに対し、こちらはシールドの耐久力と回復スキルで補う構成になっている。有効レンジが近距離であることもあり、拠点防衛戦や味方の連携に重きを置いた上でのタンク役などの立ち回りに向いている。シーズン3のアップデートにより、体力が800から900に引き上げられたが、シーズン3後半のアップデートにてもとの値に戻された。 | |
| 名前 | 能力 |
| ウェポン(メイン・サブ) | |
| ビーム・スプレーガン(弾数12発) | 近距離で有効なビーム系のウェポン。光学兵器のため、リコイル制御の必要はない。 |
| シールド(耐久値1300) | シールドを構え、正面からの攻撃を防御する。シールドを構えながらの射撃も可能。非使用時はシールドの耐久値が回復する。リロード、ステップ、ブースト移動時は構えを解く。                                 |
| Gマニューバ | |
| ホーミングマイン | 投げた方向に複数の機雷を設置し、付近を通った機体に対して大ダメージを与える。ただし、目線ほどの高さに浮遊するため撃墜される危険もある。                                                             |
| アクティブスキル | |
| シールドバッシュ(クールタイム6秒) | 正面にシールドを突き出して迎撃し、ダメージとノックバックを与える。動作中はスーパーアーマー状態となっており、接近する敵への迎撃やカウンターとして活用できる。シールドが壊れている間は使用できない。 |
| 起爆式爆弾(クールタイム8秒) | 壁や床等に設置し、もう一度ボタン入力で起爆する。設置された爆弾を破壊されると無力化されるほか、設置中にジムが撃破された場合は爆弾も消滅する。                                                       |
| リペアグレネード(クールタイム12秒) | 正面に投擲し、一定範囲内に黄色に光るフィールドを形成、自分を含む範囲内の味方の体力を回復させる。                                                                                                   |

追加ユニット
ゲーム内通貨のEVOコインか、特定条件で貯まるキャピタルポイントを消費してアンロックすることで使用可能になるユニット。なお、射撃訓練場では未開放の機体であっても操作の練習が可能。
| 難易度：★★★★ | |
| レンジ：近距離 | |
| 体力：800 | |
| ブーストゲージ：3本 | |
| 同じ格闘機であるガンダム・バルバトスが一撃辺りの攻撃力に特化しているのに対し、こちらは複数の攻撃を織り交ぜたコンボと、移動スキルを用いた高速移動による一撃離脱戦法に特化している。Gマニューバ使用中は各スキルの性質やクールタイムが変化するため、それらの特性を把握する必要がある。ある程度は中距離の相手にも対応できるものの体力が低いため、慎重な立ち回りを要求される。 | |
| 名前 | 能力 |
| ウェポン(メイン・サブ) | |
| GNビームダガー | 中距離まで有効な投擲武器。一度に3本のビームダガーを正面に投擲する、3点バースト射撃のような性質となっている。 |
| GNソード（突進切り）(10秒、キャンセル時は4秒) | ボタン長押しでチャージし、前進して敵を切りつける。正面に手前から奥に向けて攻撃方向とチャージ量を示すゲージが表示され、ボタンを離すかゲージが最大に達すると攻撃を行う。威力と移動距離はチャージ時間に比例するほか、最大チャージの状態では命中した敵にスタンを付与する。チャージ中にステップなどの動作を行うとチャージが中断されてしまうが、再チャージまでのクールタイムは短くなる。トランザム中は威力が強化、チャージ時間が短縮されるほか、クールタイムが5秒に半減する。 |
| Gマニューバ | |
| トランザム | 一定時間、機体アクションを強化し、各スキルのクールタイムが半減される。 |
| アクティブスキル | |
| クイックステップ(クールタイム12秒) | ニュートラルでは正面、移動入力で任意の方向に一瞬で跳躍する。水平方向だけでなく、上下方向にも移動可能。トランザム中はクールタイムが半減されるだけでなく、回数が2回まで増加する。 |
| GNソード&GNショートブレード（回転切り）(クールタイム4秒) | 回転しながら正面を切りつけ、敵にノックバックを与える。スタン中の敵に命中させると追加でスタン効果を付与する。GNソード(突進切り)からコンボをつなげるだけでなく、接敵時に咄嗟に使用することも可能。トランザム中は下記のGNビームサーベルに変化する。 |
| GNビームサーベル(クールタイム2秒) | トランザム中のみ使用可能な近接攻撃。使用すると正面に短く突撃しつつ、2本のビームサーベルで正面を×字に切りつける。 |

| 難易度：★★★☆ | |
| レンジ：中距離 | |
| 体力：1200 | |
| ブーストゲージ：2本 | |
| 中距離レンジでの射撃能力と、相手の引き寄せ、無力化に特化した性能を持つ。これにより、飛行中の機体や破壊兵器設置/解除中の相手、接近してきた格闘機などを強引に戦線から無力化しつつ引き寄せることが可能。しかし、海ヘビを用いた攻撃ははシールドで防御することが可能であるため、シールド持ちの相手とは相性が悪い。引き寄せと近距離攻撃のコンボが猛威を振るった為、度重なる調整の末にスキル効果はそのままに、近距離攻撃の弱体化と引き換えに射撃攻撃の威力増加が施された。 | |
| 名前 | 能力 |
| ウェポン(メイン・サブ) | |
| フェダーイン・ライフル(弾数9発) | 中距離で有効なセミオート式のビーム系ウェポン。光学兵器のため、リコイル制御の必要はない。 |
| ADS(覗き込み) | ライフルを構え、精密射撃を行う。ADS中は移動速度が低下する。 |
| Gマニューバ | |
| 海ヘビ（電撃） | 投げた方向に電撃を帯びたロープ状の武器「海ヘビ」を投擲し、命中した範囲内の敵全員にダメージとスタン効果を与える。最初に命中した相手から放電された電撃が付近の敵機にも伝達するため、うまく命中すれば複数人を同時にスタンさせられるが、シールドでは防御することが可能。                        |
| アクティブスキル | |
| フェダーイン・ライフル（ビーム刃）(クールタイム5秒) | 正面の敵をビーム刃で攻撃し、命中した敵にダメージとノックバックを与える。スタン中の敵に命中させた場合、追加でスタン攻撃を付与する。咄嗟の迎撃としても使えるほか、海ヘビ(牽引)と組み合わせて使うことも可能。シーズン5より、攻撃モーションが突きから切り払いに変更され、命中させやすくなった。 |
| 海ヘビ（牽引）(クールタイム6秒) | 正面に海ヘビを伸ばし、命中した敵にダメージとスタン効果を与え、自分の目の前に引き寄せる。飛行中の敵も引き寄せ可能だが、シールドで無効化されてしまう。シーズン3より、クールタイムが早くなった代わりに、命中時の威力が350から10に引き下げられた。                                              |

| 難易度：★★☆☆ | |
| レンジ：中距離 | |
| 体力：900 | |
| ブーストゲージ：2本 | |
| グレネード攻撃による砲撃支援に特化した機体。あびせ蹴りによるトリッキーな動きで咄嗟に高所に飛び上がり、相手の頭上を取ることも可能。滞空性能も高い。欠点として、基礎体力が低いことと、ピンポイントで相手に命中させられる装備が無く、咄嗟の迎撃がしづらい点が挙げられる。シーズン4にて大幅に変更が加えられた。 | |
| 名前 | 能力 |
| ウェポン(メイン・サブ) | |
| REN-DOグレネード(弾数3発) | 放物線を描いて飛び、壁や天井で跳弾するグレネードを発射する。直撃せずともしばらく地面に転がり、一定時間経過か付近の敵を検知して爆発する。狭所での戦闘時や高所からの攻撃支援に向いている。シーズン3のアップデートにより、爆発の検知範囲が広くなった。 |
| ADS(覗き込み) | 武器を構え、グレネードの連射速度が上昇する。空中でも可能。 |
| Gマニューバ | |
| REN-DOグレネード（ラッシュ） | 一度に6個のグレネードを6回まで両手から交互に発射する。一定時間経過か全弾撃ち尽くすと終了する。一度に夥しい数のグレネードを撒き散らすことが出来るため、陣地内での乱戦時などに効果的。Gマニューバ終了までは味方の蘇生などのアクションが行えなくなる。 |
| アクティブスキル | |
| あびせ蹴り(クールタイム4秒) | 正面に突撃しつつ蹴りを放つ。壁や敵に命中すると、反動で大きく跳躍することも可能。敵に命中すると相手にダメージとノックバックを与える。咄嗟の迎撃として使用できるだけでなく、反動を利用して頭上を取る、壁に使用し高所まで登る等のトリッキーな運用が可能。ただし、スーパーアーマー効果は持たない為、迎撃される危険性もある。シーズン4にて、突進距離が延長された。                       |
| トロイダル状防楯内蔵メガ粒子砲(クールタイム6秒) | 壁や地面に着弾後数秒で爆発する弾を発射する。ヒットした敵にダメージとスタン効果を与える。戦闘中に相手の足下や背後の壁に使用する、相手の進路上に撃ち込んで足止めする等の応用が可能。シーズン4より、照射モードへの切り替え式から即発射式となり、ビーム照射から光弾状に変更されたことで、射程距離も長くなった。引き換えに、爆発までの時間が若干長くなり、効果範囲がやや狭くなっている。 |
| センサードーム(クールタイム10秒) | 正面を索敵し、強調表示する。壁越しの索敵も可能だが、視覚情報は自分のみで他人には共有されない。これにより、自分は有利なポジションを確保しつつ、相手の場所を把握したうえで先手を打つといった運用が可能。 |

| 難易度：★★☆☆ | |
| レンジ：近距離 | |
| 体力：1100 | |
| ブーストゲージ：2本 | |
| 同じ格闘機であるガンダムバルバトス、ガンダムエクシアと比較して機動性では劣るものの、被ダメージをカットするスキルを持ち、要所におけるタンク役として活躍できる。「怒りゲージ」という固有のゲージを持ち、相手にダメージを与える、あるいはダメージを受けると、レティクル右のゲージが徐々に蓄積していく。一定時間何もしないと、逆にゲージが徐々に減少していく。撃破されるとゲージは空になってしまう為、撃破されないよう立ち回りつつ、これを戦闘中にうまく管理する必要がある。 | |
| 名前 | 能力 |
| ウェポン(メイン・サブ) | |
| 大型ヒート・ホーク（斬撃） | 大型ヒート・ホークを振るい、近距離で有効な斬撃を飛ばす。ヒート・ホークから斬撃に至るまで近接攻撃として扱われ、シールドを持った相手にも有効。連続入力が可能。                             |
| ガードタックル(クールタイム9秒) | 左腕を構え、正面からの攻撃を防御、被ダメージ量を抑える。ボタン入力で正面にタックルし、敵にダメージとノックバック、シールド不可を与える。左腕を構えている間は移動速度が低下する。         |
| Gマニューバ | |
| 大型ヒート・ホーク（回転切り） | 一定時間回転しながら突進し、ヒート・ホークを振り回す。命中した敵にダメージとノックバックを与える。発動中も方向転換、「ジオンの怒り」の発動が可能。                                       |
| アクティブスキル | |
| 死にはせん(クールタイム13秒) | 一定時間その場で直立不動で無敵状態となる。この間に受けた攻撃を怒りゲージに変換する。 |
| 大型ヒート・ホーク（衝撃波）(クールタイム8秒) | 正面に貫通性能を持つ格闘属性の衝撃波を飛ばす。本気が持つ唯一の遠距離攻撃で、射程もかなり長いが飛翔速度はやや遅い。                                                                       |
| ジオンの怒り | 怒りゲージ最大時に使用可能。一定時間アーマー(耐久値600)が付与され、攻撃力が上昇する。シーズン3より、発動可能になるまでのゲージ値が増加した代わりに、持続時間が10秒から12秒に延長された。 |

| 難易度：★★☆☆ | |
| レンジ：中距離 | |
| 体力：800 | |
| ブーストゲージ：2本 | |
| 一定範囲内の味方に回復効果を付与するサポート役としての能力を持ち、味方との集団行動時や防衛戦時に非常に有効なスキルを持つ。その一方で基礎体力が低く、体格も大柄であるため被弾しやすい。回復スキル以外の防御手段を持たない為、良くも悪くも味方との連携に重きを置いた性能であるといえる。 | |
| 名前 | 能力 |
| ウェポン(メイン・サブ) | |
| ビーム・ガトリングガン(弾数55発) | 中距離で有効なビーム系のウェポン。装弾数と連射力に優れるが反動が大きく、連射し続けると照準がずれていくため、安定した射撃にはリコイル制御が必要となる。                                                                                |
| ADS(覗き込み) | ガトリングガンを構え、精密射撃を行う。反動を大幅に減少させるが、移動スピードが低下する。 |
| Gマニューバ | |
| ビーム・マグナム | 5発限定で使用可能。両手でマグナムを構え、敵を貫通する効果を持つ巨大なビームを発射する。一定時間が経過するか、5発撃ち切ると終了する。効果発動中は射撃と移動以外の一切の動作が行えなくなる欠点がある。                                  |
| アクティブスキル | |
| サイコ・フィールド(クールタイム13秒) | 範囲内の味方にアーマー(最大耐久値300)を付与する。一気に付与されるのではなく、段階を分けて徐々に蓄積する形で付与される。付与されたアーマーは時間経過で急速に減少していく。自身にも効果が適用されるため、低い基礎体力を補うことも可能。 |
| シールド・ファンネル(クールタイム11秒) | 範囲内の敵1体が赤いカーソルで自動ロックオンされ、ボタン入力で正面にシールド・ファンネルを飛ばす。シールド・ファンネルは正面に射撃しつつロックオンした敵を追尾し、ダメージとノックバックを与える。                                     |
| パッシブスキル | |
| サイコフレーム共鳴 | 範囲内の味方を自動でリペアし続ける。シーズン3後半のアップデートにより、範囲内の味方それぞれに、体力が最大の時に限り体力最大値を100まで増加させる効果が追加された。                                                                    |

| 難易度：★★★☆ | |
| レンジ：中距離 | |
| 体力：1300 | |
| ブーストゲージ：1本 | |
| 中距離レンジでの射撃能力と、フィン・ファンネルによる追加攻撃により、相手の確定ダウンを取りやすい。Gマニューバにより、前線でのタンク役に転じることも可能。欠点として、機動力の低さと体格の大きさにより被弾しやすいという点が挙げられる。 | |
| 名前 | 能力 |
| ウェポン(メイン・サブ) | |
| ビーム・ライフル(弾数12発) | 中距離で有効なビーム系のウェポン。光学兵器のため、リコイル制御の必要はない。命中した敵の頭上にマークを付与する。マークは複数付与することも可能。 |
| ADS(覗き込み) | ライフルを構え、精密射撃を行う。以前はADS中は移動速度が低下していたが、ヒットボックスの大きさによる被弾率を考慮し、シーズン3より速度低下が削除された。 |
| Gマニューバ | |
| フィン・ファンネル・バリア | 一定時間、自身を四角錐の形状のバリア(耐久値3200 持続時間10秒)で覆い、攻撃を防御する。展開中は、1基のフィン・ファンネルが敵を自動で迎撃する。射撃攻撃や投擲物（ガンダムのハイパー・ハンマーやサザビーのビーム・トマホークなど）も無効化するが、格闘攻撃はそのまま受ける。また、「バリアで射線を遮っている」だけに留まるため、バリア内に接近した密着状態での射撃は防ぐことはできない。 |
| アクティブスキル | |
| フィン・ファンネル(クールタイム8秒) | 視界内の敵1体を自動ロックオンし、ボタン入力でフィン・ファンネルを射出し、敵を攻撃させる。攻撃回数は付与したマークの数だけ増加する。ロックオン可能なのは有視界内の敵のみだが、ロックオン後フィン・ファンネル射出後であれば、物陰に隠れた敵を自動追尾するため、確実な追い打ちを行いやすい。                                                                                            |
| ニュー・ハイパー・バズーカ(クールタイム8秒) | 入力と同時に正面にバズーカを発射しつつ、入力方向にバク転で高速移動を行う。咄嗟に回避しつつ攻撃を放つ攻防一帯のスキル。 |

| 難易度：★★★☆ | |
| レンジ：中距離 | |
| 体力：900 | |
| ブーストゲージ：1本 | |
| 2種類の防御スキルを用いたタンク役、Gマニューバによる突撃など、前衛から後衛まで幅広く活躍できる。ただし、遠距離まで有効な装備が少なく、必然的に近～中距離戦が主体となるにも関わらず、基礎体力が低くステップ回数が1回のみであるため、スキルを使いきった際の防御力や緊急離脱能力に劣る。 | |
| 名前 | 能力 |
| ウェポン(メイン・サブ) | |
| ビームサブマシンガン(弾数32発) | 中距離で有効なフルオート射撃を行う。連射力が高く制圧力に優れるが、相手との距離が開くほどに集弾率が低下していく。 |
| シールド | 耐久値700。左腕のシールドを展開する。構えている間は移動速度が低下する。 |
| Gマニューバ | |
| アルミューレ・リュミエール・ランサー | 一定時間前方に突進し、命中した敵に断続的にダメージとスタンを与えつつ、強制的に自分と共に移動させる。相手を強制的に無力化させつつ敵陣を突破することが出来る。突撃中もある程度方向操作は可能だが、旋回性能は悪い。発動中はスーパーアーマー効果を持たないため、スタン効果で中断させられる危険もある。                                                    |
| アクティブスキル | |
| アルミューレ・リュミエール(クールタイム14秒) | 耐久値2400、持続時間4秒の球形のバリアを展開する。νガンダムのフィン･ファンネル･バリア同様、射撃攻撃や投擲物を防ぐことが出来る。味方の蘇生時や破壊兵器設置時などに活用出来る。格闘攻撃やバリア内に侵入された状態の射撃は防ぐことが出来ない。特に形状が球形であるため、防御面積が広い分、νガンダムに比べてバリア内側の隙間もやや広くなってしまっている。 |
| フォルファントリー(クールタイム6秒) | 正面に貫通性能を持つ射撃を行う。シールド持ちの機体にも有効打を与えられる。 |

| 難易度：★★☆☆ | |
| レンジ：中距離 | |
| 体力：1200 | |
| ブーストゲージ：1本 | |
| 正面方向への弾幕射撃による制圧力に優れる火力特化機体。ガンタンクをさらに攻撃的に特化させたような性能を持つ。代わりに機動力は低い。 | |
| 名前 | 能力 |
| ウェポン(メイン・サブ) | |
| ダブルガトリングガン（片手撃ち）                                                                                                   | 中距離で有効なフルオート射撃を行う。ガンタンク同様、撃ち続けるとレティクル脇のゲージ及び砲身が赤く染まっていき、最大に達するとオーバーヒートを起こし一時的に射撃できなくなるという欠点を持つ。また、ガンタンクとは違い自動ロックオン機能はなく、レティクル中央に対して射撃を行う。   |
| ダブルガトリングガン（両手撃ち）                                                                                                   | 両手のダブルガトリングガンを構えて銃撃を行う。構えを完了するまでに長めのタイムラグが発生する。弾幕のダメージ量を大幅に増加させるが、引き換えにオーバーヒートゲージの増加率も上昇する。肩部ミサイルポッド使用及びステップ移動時は構えを解かずに使用可能。空中では構えを解いてしまう。 |
| Gマニューバ | |
| ハッチフルオープン（一斉射撃） | 一定時間前方の敵全員に対して全身の火器全てを発射し、大ダメージを与える。ミサイルはレティクルの方向に飛ぶ。 |
| アクティブスキル | |
| 月面宙返り(クールタイム10秒) | 任意の方向に跳躍しつつ移動する。ヘビーアームズの低い機動力を補うスキル。このスキル使用中にGマニューバを発動する事も可能。 |
| 肩部ミサイルポッド(クールタイム7秒)                                                                                                | レティクル正面にミサイルを放つ。延焼効果を持ち、命中した敵に一定時間スリップダメージを与える。メインウェポン連射中もノーモーションで使用可能。 |

| 難易度：★★★☆ | |
| レンジ：全距離 | |
| 体力：800 | |
| ブーストゲージ：1本（モードチェンジ時2本） | |
| ジムスナイパーIIに次ぐ狙撃特化機体。初のモードチェンジスキルを持ち、メインウェポンを任意で換装することで機体特性を変えることが出来る。ジムスナイパーIIと比較してやや汎用性に特化した機体とも言える。 | |
| 名前 | 能力 |
| ウェポン(メイン・サブ) | |
| GNスナイパーライフル | 遠距離まで有効な狙撃武器。腰だめ撃ちでは弾道が大きく乱れるため、安定した狙撃にはADSが必須となる。                                                                                               |
| ADS（覗き込み） | 武器を構え、精密射撃を行う。威力はジムスナイパーIIの物よりも劣り、体力の多い相手ではクリティカルヒットでも敵を一撃で中破させる程の威力は無いが、構えている間はシールド（耐久値300）を展開する。 |
| GNビームピストル | モードチェンジ中にGNスナイパーライフルと換装される2丁拳銃。サブアクションはなく、中距離まで有効な射撃を左右交互に行う。トランザム中は使用不可能。                                               |
| Gマニューバ | |
| トランザム | 一定時間、GNスナイパーライフルでチャージ攻撃が可能な状態にする。 |
| アクティブスキル | |
| ウェポン切り替え | メインウェポンを換装する。 |
| GNミサイル | 着弾地点に、一定範囲内の敵を引き寄せる効果を持つ爆風を発生させる。トランザム中も使用可能。 |
| リカバリーガン | 味方をロックオンし、リカバリーさせる。ジムスナイパーIIの持つスキルと同一の物。 |

| 難易度：★★★☆ | |
| レンジ：近距離 | |
| 体力：1100 | |
| ブーストゲージ：2本 | |
| スロウ効果付与と貫通効果を持つスキルを持つ格闘機体。パッシブスキルの効果で敵を倒すほどアーマーが付与されていくため、前線や乱戦時に真価を発揮する。短所として、自身は回復、防御スキルを持たずスタンなどの状態異常への対処法を持たない点が挙げられる。 | |
| 名前 | 能力 |
| ウェポン(メイン・サブ) | |
| 強化サーベル | 両手に持った2本のサーベルで1度に2回斬りつける。トランザム中はサーベルを組み合わせた1回の斬り上げに変化し、威力が大幅に上昇する。 |
| ビームチャクラム(クールタイム3秒) | ボタン長押しでチャージし、頭上にビームチャクラムを保持する。この状態でメインアクションを行う事で正面に発射し、命中した敵にスロウ効果を付与する。チャクラムが発射後一定距離で自機まで戻ってくるが、この往復両方に攻撃判定を持つ。壁に当たった場合はチャクラムは消滅する。トランザム中は発射数が1度に2発に増加する。 |
| Gマニューバ | |
| トランザム | 一定時間、機体アクションを強化する。 |
| アクティブスキル | |
| 高速格闘攻撃(クールタイム6秒、トランザム中は4秒) | 正面に高速で突撃しつつ斬りつけ、範囲内の敵にダメージとノックバックを与える。スロウを付与された相手に対してはさらに追加のダメージを与える。トランザム中は威力が上昇する。 |
| トライパニッシャー(クールタイム6秒、トランザム中は4秒) | 正面に貫通能力を持つ中距離まで有効なビームを発射し、命中した敵全員にダメージとスロウを与える。トランザム中は威力が上昇する。 |
| パッシブスキル | |
| 生きるために戦う！ | キル、キルアシストが成功する毎に自身にアーマー(耐久値400)を付与する。 |

ユニットスキン
- G-3ガンダム[12]
- シャア専用ザクIIS[12]
- ペイルライダー(空間戦仕様)[13]
- ガンダム・バルバトス 第2形態[14]

## 沿革
- 2021年7月15日 ガンダムエボリューション正式発表。
- 2022年3月10日 PS5、PS4、Xbox Series X|S、Xbox Oneでも発売決定。
- 2022年4月8日-4月12日 日本でのPC版クローズドβテスト実施。
- 2022年6月24日-6月28日 家庭用のクローズドβテスト実施。
- 2022年9月22日 PC版正式サービス開始。
- 2022年12月1日 家庭用正式サービス開始。
- 2023年7月20日 サービス終了を発表。
- 2023年11月30日 同日をもってサービス終了。

## 開発

### 企画・スタッフィング
元々ガンダムのオンラインゲームは日本とアジアの一部地域のみで展開していたが、ガンダムシリーズ40周年の2019年の時点では、欧米にアニメやガンプラのファンが増えてきたことから、より幅広い地域に展開するため、競技性のあるゲーム作品を作ろうということになった。
その準備として、バンダイナムコオンラインは、2018年に開発ラインを増やして、Unreal Engine 4に詳しい者を雇った。
このうち、『クロスファイア』のクラン・Vaultの一員だった穂垣亮多は対戦型シューティングゲームに対する造詣の深さを買われて、ディレクターとして起用された。
また、『サドンアタック』のトッププレイヤーであるObliviousこと堀越亮と、Vaderこと松島裕樹もそれぞれ本作の参加している。
このうち、松島は『オーバーウォッチ』と『PUBG』のプロゲーマーとしても活躍していただけでなく、幼少期にはスーパーファミコンの『SDガンダム』シリーズに親しんでいたほか、劇場版『機動戦士ガンダム』も視聴していた。一方堀越は高校生の時に対戦型トレーディングカードゲーム『ガンダムウォー』を通じて機体とキャラクターを知っていた程度であり、2人の知り合いであるファミ通のミス・ユースケは、彼らへのインタビューの中で「狙ったようにバランスがいい。ふたりを足して2で割ったら最強の開発者ができ上がるな。」と述べている。松島は、主に機体のコンセプトや仕様の構築だけでなく、調整や最終的な判断に携わっている。
丸山は企画時当初から競合製品が多数出ることが予想できていたということと、多人数用タイトル『機動戦士ガンダムオンライン』がすでに企画されていたことから、本作のジャンルをバトルロイヤルではなく、チーム対戦型のタクティカルシューターにした。
その一方で、日本における対戦型シューティングゲームの間口を広げたいという思いから、無理に独自性を出して難解にするのではなく、バトルロイヤル作品や『オーバーウォッチ』をはじめとする他社作品を参考にした。

### 制作
本作の初期の開発コンセプトは「スピーディーで没入感あるチームバトル」であり、操作体系もキーボード（WASDキー）とマウスというFPSでは一般的な組み合わせが採用されている。
ただし、純粋なFPSにするとガンダムらしさが弱まってしまうため、競技性への影響を考慮しつつも、柔軟に別ジャンルの要素も取り入れられている。たとえばアッシマーの変形時には操作キャラクターの後頭部が見えるサードパーソンシューティングゲームに切り替わったり、∀ガンダムが月光蝶を発動する際は全身が見える演出がとられている。
また、建物を越えた戦いも基本コンセプトに組み込まれており、上下移動の概念が存在するほか、従来のFPSよりもキャラクター間の操作性の差異が大きくつくられている。
一騎打ちには勝利しつつも負傷によって戦闘の継続が困難になったことを防ぐため、どの機体にも攻撃行動をとらない限り自動回復する「オートリペア機能」がつけられているほか、競合作品における「スキル」に相当するものとして、「Gマニューバ」が用意されている。
加えて、シューティングゲームでは音で状況を判断するため、同じ効果音では他者の位置を特定できなくなるため、細かな調整が施されている。
競合作品では「ヒーラー」や「タンク」といった役割が割り振られているのに対し、本作では戦略の都合上仕方なく好きでもない機体を選ぶということを避けるため、どの機体でもダメージを出せるようにするという方針がとられた。
たとえばシールドはダメージを出すために利用する特性という位置づけにあり、競合作品ではシールドを使えるキャラクターがタンクに割り振られるのに対し、本作におけるサザビーはシールドで防御しながらの一騎打ちに強いという性質を持っている。また、メタスは味方の修理ができると同時に敵の攻撃もできる機体として位置づけられている。
また、競技性や各機種の多様性確保の観点から、一チーム内で二つ以上の同一機体を使えないようにするという制限がかけられた。このため、ドムトルーパーのジェットストリームアタックが成立できない代わりに、範囲内の味方の移動速度を上昇させるGマニューバ「スクリーミングニンバス」が用意された。
ユーザインタフェースにおいても、あえてガンダムらしさから離れたFPS寄りのデザインが採用された。
たとえば、モビルスーツのコックピットは機体の腰部にあるが、FPSでは視点を人間の目の位置において手元を映すため、本作もFPSに倣っている。本作でリードUI・UXデザイナー／アシスタントマネジャーを務めたHayashiはCGWorldとのインタビューの中で、「コックピットの位置にカメラを設定していた時期もありましたが、遊びにくいという結論になりました。遊ぶのに最適化しつつ、FPSファンが楽しめることも念頭に入れた結果、今のUIに落ち着きました」と話している。

### セッティング・機体選定
新しくガンダムを知ったプレイヤーに原作を知ってもらうため、あえてゲームオリジナルのストーリーは作らず、モビルスーツの特徴や多様性に焦点を当てる方針がとられた。
機体の選定は、「どの武器でどのような戦いかたをさせるのか」という戦闘上のコンセプトを定め、それを実現できそうな機体を候補を挙げ、デザイナーやエンジニアと相談するという流れで行われた。松島はミス・ユースケとのインタビューの中で、1000種類以上のモビルスーツの中から、全体のイメージを明確化したうえで、それに合わせた機体を選んでいると説明している。その一方で、本作はシューティングゲームであることから、コンピュータゲームファンの意見が通ったこともあると述べている。
PCでのクローズドβテスト時点に登場した12体は、使用武器や特性、ならびに設定を基準に選定された。また、穂垣はGAME Watchとのインタビューの中で、ガンダムに疎いプレイヤーが混同するのを防ぐため、選定に当たっては見た目の多様性も意識したと説明している。
ミス・ユースケは松島らとのインタビューの中で、この12体には主役機だけでなく、量産機も含まれていてバランスが良いと述べており、松島も「主役機だけをフォーカスするのではなく、量産機なども入れたいという思いはプロジェクト全体として意識しています。」と話している。特に、多数の可変機の中からアッシマーが選ばれたことについては丸山の意向もあったと松島は答えている。松島は、自分だったら原作で様々な活躍を見せてきた主役機や人気のある機体を選定してしまうと話しつつも、丸山からは「それでは、主役機やライバル機の集まった人気機体のランキングになってしまうので、より特徴的な機体を選定できないか」ととよく言われて納得したとも話している。
また、本作に登場するモビルスーツのサイズは原作通りであり、プロデューサーの丸山和也とディレクターの穂垣亮多は、ファミ通のミス・ユースケとtakatokoとのインタビューの中で調整に苦労したと話している。
前述のサザビーの場合、大きく出っ張った肩が狙われる可能性があるため、肩への攻撃を部位ダメージとして扱うことでダメージを減らす措置が取られている。
穂垣は、各機体のサイズを統一すれば少しは調整しやすいかもしれないが、小さくなったザザビーを見ても原作のファンは喜ばないうえ、原作を知らないプレイヤーがジムと同サイズのサザビーを見ても、サザビー特有の圧迫感を感じられないと、ファミ通とのインタビューの中で説明している。
ただし、各機体の強さを合わせるため、原作の設定を踏襲しない場合もある。また、原作においてGマニューバに相当する必殺技や武器が登場しない機体については、ゲームオリジナルのGマニューバが用意された。